# باربرو ليندغرين
باربرو ليندغرين (بالسويدية: Barbro Lindgren)‏ السويديه، من مواليد 18 مارس 1937 في السويد، هي كاتبة قصص الأطفال والتي تجاوزت حدود الدول الإسكندينافية لتصل إلى العالم. . حصلت في عام 2004 على جائزة هانز كريستيان أندرسون الدولية، لمساهمتها الدائمة بالكتابة للأطفال. وفي عام 2014 فازت بجائزة استريد ليندغرين السنوية التذكارية.

## روابط خارجية
- باربرو ليندغرين على موقع IMDb (الإنجليزية)
- باربرو ليندغرين على موقع ميوزك برينز (الإنجليزية)
- باربرو ليندغرين على موقع قاعدة بيانات الفيلم (الإنجليزية)